# Margaretamys
Margaretamys (Musser, 1981) è un genere di roditori della famiglia dei Muridi.

## Etimologia
Il genere è dedicato a Margareta Becker, impiegata presso l'American Museum of Natural History di New York, la quale condivise con Musser la ricerca di nuove specie nelle foreste di Sulawesi durante la spedizione del 1976.

## Descrizione

### Dimensioni
Al genere Margaretamys appartengono roditori di medie dimensioni, con lunghezza della testa e del corpo tra 96 e 197 mm, la lunghezza della coda tra 150 e 286 mm e un peso fino a 150 g.

### Caratteristiche craniche e dentarie
Il cranio è piccolo e compatto, con un rostro corto e sottile, la regione inter-orbitale ampia e una scatola cranica grande. Le bolle timpaniche sono piccole.
Sono caratterizzati dalla seguente formula dentaria:

### Aspetto
La pelliccia è corta e densa. È generalmente presente una maschera facciale più scura intorno agli occhi e sul muso. Sono presenti dei peli semi-spinosi. Le vibrisse sono molto lunghe. Le zampe sono corte e larghe, adattamento alla vita arboricola. Le dita sono munite di artigli corti e ricurvi, tranne il pollice, ridotto ad un tubercolo con un'unghia appiattita. La coda è molto più lunga della testa e del corpo ed ha un ciuffo di peli sulla punta. Le femmine hanno un paio di mammelle pettorali e due paia inguinali.

## Distribuzione e habitat
Si tratta di roditori arboricoli endemici dell'isola di Sulawesi.

## Tassonomia
Il genere comprende 4 specie:
- Margaretamys beccarii
- Margaretamys elegans
- Margaretamys parvus
- Margaretamys christinae

Quest'ultima specie è stata recentemente scoperta nella foresta pluviale dei monti Mekkonga, nel sud-est dell'Isola, da un gruppo di scienziati dell'Università La Sapienza di Roma.